# 招かざる父
招かざる父（まねかざるちち）は、桜サクによる日本のレディースコミック作品。セブン新社発行の嫁と姑デラックスに連載された。サブタイトルは「私の父はいつまで経ってもクズでした」。

## あらすじ
ある晩、加藤洋子は風邪を引いて寝込んでいた。母・和子が付きっきりで看病をしていると、父・良則が飲んだくれて帰ってきた。良則は寝室に入ってくるなり、和子に「夜の相手」をするよう求めてきた。娘の手前、和子は「日を改めよう」という提案をするが、良則はそれを聞き入れずに洋子から引き剥がす。そして、夫婦の寝室へと連れていかれ、レイプ同然に相手をさせられるのであった。

## 登場人物
加藤洋子（かとう ようこ）
本作の主人公。
加藤良則（かとう よしのり）
洋子の父。
加藤和子（かとう かずこ）
洋子の母。